# Evita Pozzi
Evita Pozzi, pseudonimo di Eva Maria Reali (Bari, 15 febbraio 1984), è un'attrice pornografica italiana.

## Biografia
Dopo il diploma di liceo classico presso un istituto religioso pugliese si trasferisce nella capitale e intraprende la facoltà di medicina e chirurgia presso l'Università La Sapienza di Roma. Intanto svolge attività di modella e foto modella per pagarsi gli studi. Dopo tre anni decide di abbandonare l'università perché le viene offerta un'opportunità di lavoro presso Aeroporti di Roma nella sua città adottiva, Roma. Ha due figlie.

### Carriera nel porno
Trasferitasi a Roma nel 2009 compare come fotomodella per la prima volta nella rubrica Periscopio, scoperte di Panorama, immortalata dal fotografo Franco Origlia.
Sempre nel 2009 viene contattata dal produttore Silvio Bandinelli che esprime il suo interesse a farla entrare nel cinema porno e la scrittura per il suo primo film che verrà girato di li a poco, Il Giardiniere. Firma un contratto di due anni con la "Showtime" come pornostar di punta della casa di produzione e diventa protagonista di una ventina di film prodotti da Bandinelli. Il nome d'arte Evita Pozzi viene accuratamente scelto dal produttore, che in varie occasioni afferma di volerla portare al successo.
Nel 2010 gira la versione pornografica di Grazie Nonna che la rende famosa nell'ambiente del porno.
S'interessano a lei anche importanti testate giornalistiche e qualcuno la definisce "nuova Moana Pozzi"  quindi inizia a muovere i primi passi nel circuito degli spettacoli dal vivo proponendo esibizioni porno in Italia e in Europa. Condurra' il programma Diva Futura di Riccardo Schicchi su Sky e parteciperà al programma Sexy Bar di Corrado Fumagalli. Sarà presente al Pisa Expo Erotic con il suo spettacolo e al Misex di Milano.
Madrina del Bergamo Sex nel 2010 vince il premio alla carriera di "pornostar dell'anno". Riccardo Schicchi produrrà per lei più di un calendario in questi anni per Diva Futura e la porterà in tour con il suo spettacolo nei suoi locali di intrattenimento notturno. 
Mario Salieri la contatterà di li a breve per girare a Budapest due film che entreranno a far parte del classico del porno.
Nel 2011 parte per gli Stati Uniti dove diventerà un personaggio di rilievo con il suo primo film diretto da Reality Kings intitolato Big Tits Boss (Capitolo 20), vincitore dell'Oscar a Las Vegas negli AVN Awards nel 2012 nel quale Evita svolge il ruolo di protagonista. Dopo tale successo gira tutte le maggiori serie nordamericane, da Naughty America a Brazzers.
Nel 2012 diventerà presentatrice e testimonial per Penthouse America Latina. Lo stesso anno, il regista Mario Salieri ha voluto Evita come protagonista del film "La Mamma Tradita".
Nel 2013 lavora per Hustler TV e gira un capitolo della famosa saga mondiale Gole Profonde, con il film americano Deep Throat #64 diretto e prodotto da Peter North dove, con il ruolo da protagonista, porta nuovamente un film a vincere un premio agli AVN Awards di Las Vegas.
Ha all'attivo una sessantina di film e copertine.
Gli ultimi due film li ha prodotti l'attrice insieme a Silvio Bandinelli.

## Filmografia
- 2009 Il Giardiniere, Showtime
- 2009 L'insegnante di Sostegno, Showtime
- 2010 Grazie Nonna, Showtime
- 2010 Hostess di giorno, Showtime
- 2010 Sogni di Gloria, Showtime
- 2010 Usura, Showtime
- 2010 Borgata Connection
- 2011 Peccati di gola, Showtime
- 2011 L'adultera, Showtime
- 2011 Fratelli D'Italia, Showtime
- 2011 Zia Evita, Showtime
- 2011 Il Triangolo No, Showtime
- 2011 Evita Pozzi Superstar, Magmafilm
- 2011 Big Tits Boss, Reality Kings
- 2011 Mamma mia! Che Succhiona! Cumloader
- 2011 SuperXCar, Cumloader
- 2011 Mistress Evita Pozzi, Clubdom
- 2011 Aqui no se folla, Leche69
- 2011 Doctor's Adventures, Brazzers
- 2011 Asian Party Sluts 3 Lesbo 3D, Hustler[21]
- 2011 My First Sex Teacher, Naughty America
- 2011 My friend's hot mum, Naughty America
- 2011 Foreign Foursome, Pornfidelity
- 2011 Milf's Rock, Bangbros
- 2011 Don't mess with The Keiran, Brazzers
- 2012 Il triangolo No, Showtime
- 2012 Senza scrupolo alcuno, Showtime
- 2012 Mucchio Selvaggio 2, Showtime
- 2012 Il senso della Fica, Showtime
- 2012 La Mamma Tradita, Mario Salieri[20]
- 2012 Pericolo in Rete, Mario Salieri
- 2012 My daughters are Escorts, Pinto
- 2012 Pornstar SPA, Bangbros
- 2012 Moms Bang Teens, Reality Kings
- 2012 My wife's hot friend, Naughty America
- 2013 Eredità torbida, Showtime
- 2013 Better Than XMas, Penthouse
- 2013 Sex Tape, Pure Mature
- 2013 Milfs love it harder, Peter North
- 2013 Deep Throat #64
- 2013 Te la do io l'America, Showtime
- 2013 Big Titty Milfs 21, Devil Film
- 2013 Hustler TV, Hustler
- 2013 A Married Woman, Pornpros
- 2013 Milf Soup #46, BangBros
- 2013 Chat Models #2, Fallout Films
- 2013 Maduritas Americanas, Ramon Nomar
- 2013 Foot slut Forever, ClubDom
- 2013 Beg For her Cane S216, ClubDom
- 2013 Evita Nails his bitch ass, ClubDom
- 2013 Chastity Bitch is Milked, ClubDom
- 2013 Male Bitch gets Skull Fucked, ClubDom
- 2013 Slapping The stocking Foot Bitch, ClubDom
- 2014 Giochi proibiti di un senatore della repubblica, Showtime
- 2014 Milf Evita Pozzi Live, Eric John
- 2014 Castigo Perverso, Mario Salieri
- 2014 Bimbos Sur Le Retour, Devil's Film
- 2015 Leggende Metropolitane, Evita Pozzi & Showtime
- 2015 Periferie, Evita Pozzi & Showtime
- 2017 Massive Mammaries 2, Devil's Film
- 2017 Pecadoras Insaciables, Andy Casanova
- 2017 Mi Hijo es mi amante, Andy Casanova
- 2018 Bossy Breasts 2, Reality Kings
- 2018 Big Tits MILFs, Club Innocence
- 2018 Asian Pussy Buffet, Hustler
- 2018 Danke Mutti. Fur diesen geilen Fick, Porno Entertainment
- 2018 Trahisons, Colmax